# Deep Dark Robot
Deep Dark Robot é uma banda de rock americana formada por Linda Perry e Tony Tornay, no ano de 2010 em Los Angeles, Califórnia.

## Discografia
- 8 Songs About A Girl (2011)